# Bullockusgambiet
Het Bullockusgambiet is bij het schaken een variant van de Van Geetopening, die te vinden is onder de flankspelen.
De beginzetten van het gambiet zijn:
1. Pc3 e5
2. Pf3 Lc5